# كليوباترا الأولى
كليوباترا الأولى هي ابنة الملك السلوقى أنطيوخوس الثالث وزوجة الملك بطليموس الخامس وتم الاحتفال بالزواج في مدينة رفح المصرية عام 195 ق.م  كانت وصية على العرش لأبنها بطلميوس السادس، وأول ملكة بطلمية تحكم دون زوجها من عام 180 ق.م حتى عام 176 ق.م.

## حياتها
كانت كليوباترا الأولى ابنة أنطيوخوس الثالث الكبير ملك الإمبراطورية السلوقية والملكة لاوديس الثالثة.

### ملكة
في عام 197 قبل الميلاد، استولى الملك السلوقي أنطيوخوس الثالث على عدد من المدن في آسيا الصغرى التي كانت تخضع سابقًا لسيطرة المملكة البطلمية المصرية. ودعم الرومان المصالح المصرية عندما تفاوضوا مع الملك السلوقي في ليسيماكيا عام 196 ق.م. ردًا على ذلك، أبدى أنطيوخس الثالث استعداده لصنع السلام مع بطليموس الخامس وتزويج ابنته كليوباترا الأولى من بطليموس الخامس. وتم خطبتهما عام 195 قبل الميلاد وتم زواجهما عام 193 قبل الميلاد .في ذلك الوقت كان عمر بطليموس الخامس حوالي 16 عامًا وكليوباترا الأولى تبلغ من العمر حوالي 10 أعوام.  
وفي الإسكندرية، كان يشار إلى كليوباترا بالسورية. وكجزء من العبادة البطلمية تم تكريمها مع زوجها باسم ثيوي إبيفانيس. تماشيًا مع التقليد المصري القديم في زواج الأخوة، تم تسميتها أيضًا أخت (اليونانية القديمة: ἀδεлφή، adelphḗ) لبطليموس الخامس. وقد منح الكهنة في منف عام 185 قبل الميلاد كليوباترا كل التكريمات التي مُنحت لبطليموس الخامس في عام 196 قبل الميلاد (منقوشة على حجر رشيد).

### وصية على العرش
توفي بطليموس الخامس بشكل غير متوقع في سبتمبر 180 قبل الميلاد، عن عمر يناهز 30 عامًا فقط. وتم تتويج آبن كليوباترا الأولى، بطليموس السادس، الذي كان عمره ست سنوات فقط، ملكًا على الفور، وكانت كليوباترا وصية على العرش. وكانت أول ملكة بطلمية تحكم بدون زوجها. في وثائق هذه الفترة، تم تسمية كليوباترا ثيا إبيفانيس واسمها يظهر قبل بطليموس،كما تم صناعة العملات المعدنية تحت إشرافها المشترك مع ابنها.
قبل وفاته مباشرة، كان بطليموس الخامس يخطط لحرب جديدة ضد المملكة السلوقية، لكن كليوباترا أنهت على الفور الاستعدادات للحرب واتبعت سياسة سلمية، بسبب جذورها السلوقية ولأن الحرب كانت ستهدد سلطتها على الحكم.
عينت كليوباترا وهي على فراش الموت يولاياس ولينيوس وهما اثنان من رفاقها المقربين كأوصياء على العرش. كان يولاياس هو معلم بطليموس، بينما كان لينيوس عبدًا سوريًا جاء على الأرجح إلى مصر مع حاشية كليوباترا عندما تزوجت.